# Лордкипанидзе, Константин Александрович
Константин Александрович Лордкипанидзе (1904/1905—1986) — грузинский писатель. Герой Социалистического Труда (1985).

## Биография

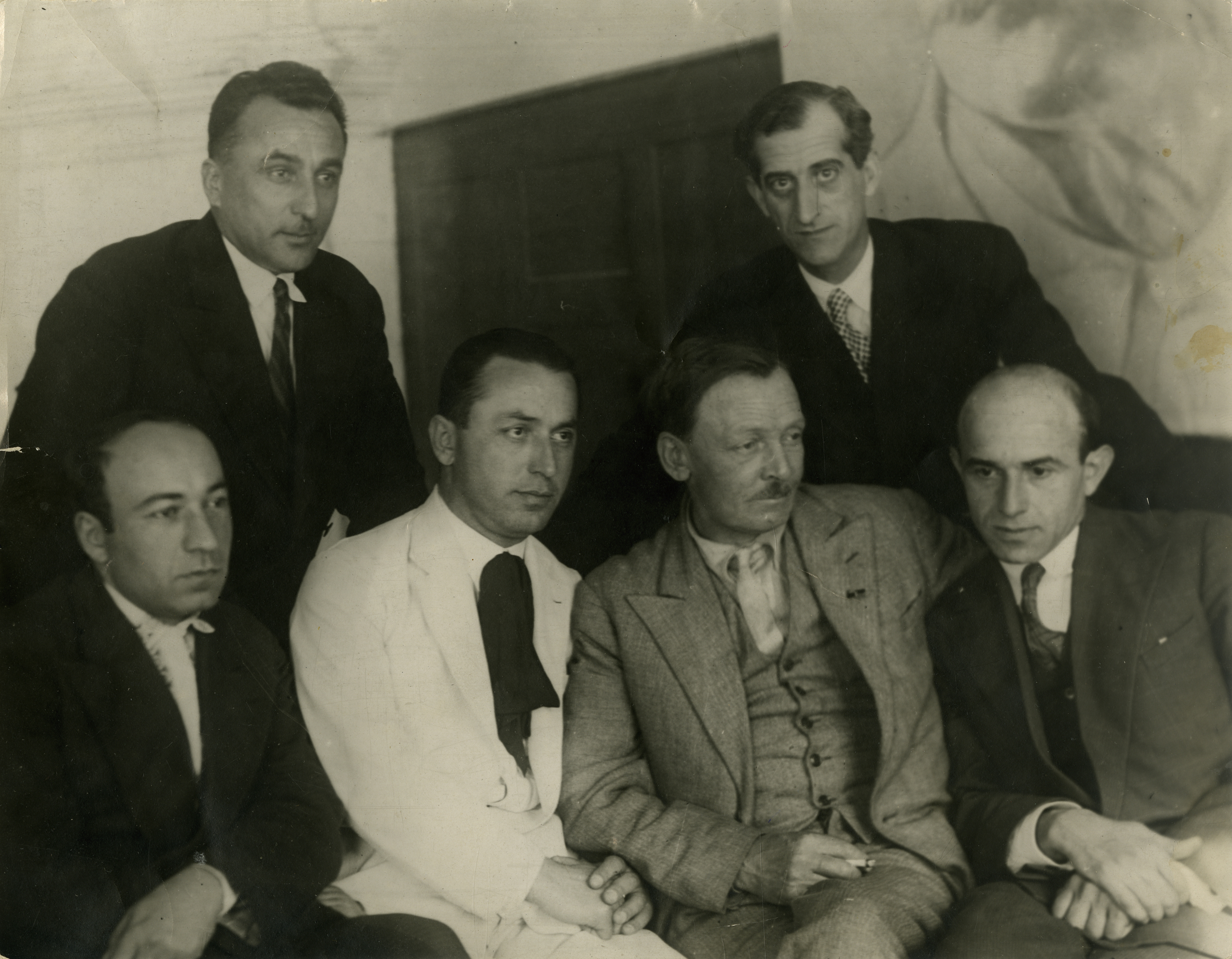
Лордкипанидзе сидит крайний справа

Константин Александрович Лордкипанидзе родился 25 декабря 1904 года (7 января 1905 год) в селе Диди Джихаиши (ныне Самтредский муниципалитет края Имеретия, Грузия). Образование получил в Кутаисском гуманитарном техникуме.
Участвовал в Великой Отечественной войне. Призван ЦК КП(б) Грузинской ССР. С 16 сентября 1943 года на Северо-Кавказском фронте.
Приказами: № 15/н от 30.09.1943 по 414 сд Северо-Кавказского фронта и № 754/н от 31.12.1944 по ОПА красноармеец Лордкипанидзе, телефонист отдельной 1442-й роты связи, награждён двумя орденами Красной Звезды. Награждён также медалью «За оборону Кавказа».
В 1956—1962 годах был главным редактором журнала «Литературная Грузия», в 1962—1966 — главным редактором журнала «Цискари», а затем возглавил издательство «Накадули». Был депутатом Верховного Совета Грузинской ССР 8-го созыва.

## Творчество
Первые произведения Лордкипанидзе были опубликованы в 1924 году. В ранний период своего творчества он писал пафосные стихотворения о революционной борьбе (сборник «Избранные стихи», поэма «Стенька Разин» и др.). Среди ранних прозаических произведений Константина Александровича известны рассказы «Мох», «Первая мать», «Новые крестьяне». В 1931 году вышел его первый роман «Долой кукурузную республику», за ним последовал роман «Водоворот». В 1948—1952 эти романы, прошедшие значительную авторскую переработку, вошли в роман «Заря Колхиды». Этот роман был посвящён социалистическим преобразованиям и коллективизации. Позднее из под пера Лордкипанидзе вышел роман «Волшебный камень» (1-я часть вышла в 1955, 2-я — в 1965). В 1977 году он написал очерк "რა მოხდა აბაშაში (Что случилось в Абаше)" про свои впечатления от знакомства с «абашским экономическим экспериментом».
Также Лордкипанидзе является автором сценариев кинофильмов «Дружба», «Он ещё вернётся», «Тень на дороге» и «Прерванная песня».

## Награды
- Герой Социалистического Труда (03.06.1985)
- 2 ордена Ленина (07.01.1975; 03.06.1985)
- 3 ордена Трудового Красного Знамени (31.01.1939; 18.05.1955; 10.03.1965)
- 2 ордена Красной Звезды (30.09.1943; 31.12.1944)
- орден «Знак Почёта» (09.09.1971)
- медали